# Raimund Bethge
Raimund Bethge (* 7. Juli 1947 in Schwedt/Oder, Landkreis Angermünde) ist ein ehemaliger deutscher Leichtathlet, Bobfahrer und Trainer. Er war Bundestrainer im Skeleton- und Bobsport.

## Werdegang
Raimund Bethge ist ausgebildeter Diplomsportlehrer und war lange Zeit als Leichtathlet aktiv. 1969 wurde er über 110 Meter Hürden DDR-Meister und Fünfter bei den Leichtathletik-Europameisterschaften 1969 in Athen. Er kam 1975 erst spät durch das Vorbild von Meinhard Nehmer zum Bobsport. Nachdem seine Leistungen in der Leichtathletik stagniert hatten und er mehrfach verletzt gewesen war, wechselte er wie schon 1973 Nehmer nach Oberhof und in dessen Bobschlitten. Bei den Olympischen Spielen 1976 in Innsbruck war er noch Ersatzmann des Goldbobs um Nehmer. Mit ihm sowie Hans-Jürgen Gerhardt und Bernhard Germeshausen als weitere Anschieber gewann er 1977 Gold im Viererbob bei den Weltmeisterschaften in St. Moritz. Im folgenden Jahr gewann das Quartett bei den Weltmeisterschaften in Lake Placid Bronze. Im Zweierbob gewann Bethge mit seinem Piloten Nehmer sogar Silber.
Nach einem schweren Busunfall musste Bethge seine aktive Karriere beenden. Seinen Platz in Nehmers Bob nahm zunächst Detlef Richter, kurz darauf Bogdan Musiol ein. Bethge wurde zunächst Assistenztrainer, schließlich Vereinstrainer in Oberhof und betreute unter anderen Wolfgang Hoppe. Als mit der Wiedervereinigung 1990 auch die Sportverbände zusammengelegt wurden, bekam Bethge überraschend das Angebot, neuer Bundestrainer des Verbandes zu werden. Trotz einiger Schwierigkeiten konnte Bethge die Probleme beim Zusammenwachsen der beiden vormals getrennten auch einzeln erfolgreichen Verbände lösen. Unter seiner Ägide als Bundestrainer gewannen die Bobfahrer und -fahrerinnen bei Olympischen Spielen, Welt- und Europameisterschaften 52-mal Gold, 36-mal Silber und 38-mal Bronze, die Skeletonpiloten siebenmal Gold, sechsmal Silber und neunmal Bronze. Hinzu kommt der Weltmeistertitel beim 2007 erstmals ausgetragenen Teamwettbewerb der Bob- und Skeleton-Weltmeisterschaften, der 2008 und 2009 erneut gewonnen wurde.
In der Olympiabahn von Cesana wurde Bethge bei einem Unfall am 30. November 2005 schwer verletzt. Die genauen Hintergründe und die Schuldfrage sind bis heute nicht geklärt. Erst Anfang 2007 waren die Verletzungen so weit verheilt, dass Bethge wieder die Bobbahnen betreten konnte.
1988 wurde Bethge der Vaterländische Verdienstorden in Bronze verliehen. 2006 wurde er erster Träger der Auszeichnung Trainer des Jahres beim Deutschen Olympischen Sportbund. Die 10.000 Euro Preisgeld spendete er der Jugendarbeit des Verbandes. Zum 1. Juli 2010 ging Bethge in den Ruhestand und wurde von Christoph Langen abgelöst. 2010 wurde er zum Ehrenmitglied der FIL gewählt.
Bethge ist Halbbruder des Sportschützen Bernhard Hochwald.